# Antonio Obando
Antonio Obando Salazar (Simacota, 15 de enero de 1788-Tocaima, 30 de diciembre de 1849) fue un militar y político colombiano que luchó por la independencia de Colombia.

## Biografía
Antonio Obando Salazar nació el 15 de enero de 1788 en Simacota, actualmente Departamento de Santander, Colombia, en ese entonces era parte del Provincia del Socorro, en el Virreinato de la Nueva Granada . Sus padres fueron Julián Obando Aparicio y Isabel Salazar Losada y Sarmiento.
Obando se encontraba estudiando en el Colegio Mayor de Nuestra Señora del Rosario cuando se sucedieron los hechos del 20 de julio de 1810. Junto al presbítero Juan Nepomuceno Azuero se sumó a la multitud que se concentró en la Plaza Mayor para exigir cabildo abierto a fin de que se escucharan las demandas y los reclamos del pueblo.
Abandonó los estudios y se alistó en el Batallón Milicias de Cundinamarca, que integrando las tropas del general Antonio Nariño participó en la Campaña del Sur (1813-1814). Combatió en las batallas del Alto Palacé, Calibío, Juanambú y Tacines alcanzando el grado de teniente.

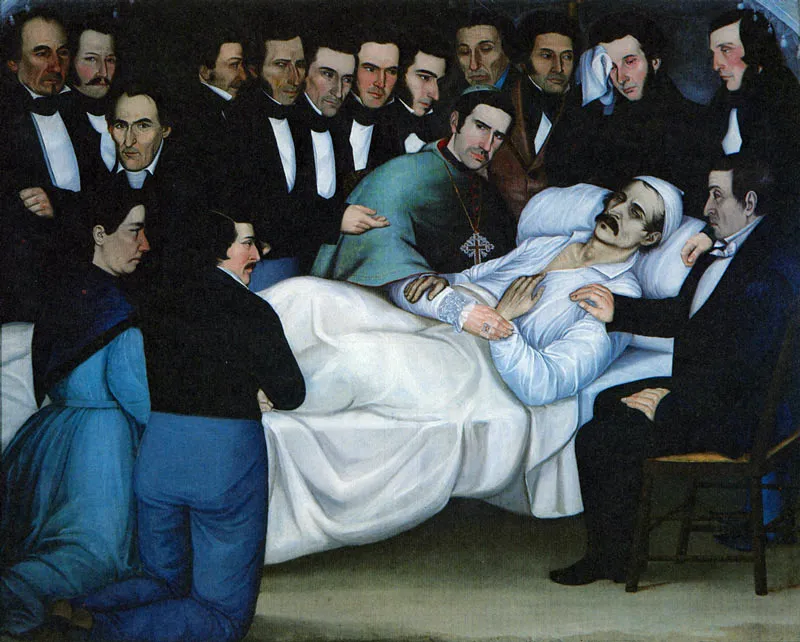
General Antonio Obando en la muerte de Santander 1 de izquierda a derecha

Después de que la campaña fracasara tras la derrota del ejército patriota en la Batalla de Ejidos de Pasto el 10 de mayo de 1814, que condujo a la captura del general Nariño por parte de los realistas, el coronel José María Cabal tomó lo que quedaba del maltratado ejército patriota y se retiró a Popayán y temiendo una contraofensiva realista finalmente se replegó hacia Cali en el Valle del Cauca. El 15 de abril de 1815, Obando fue ascendido a teniente coronel y 3 meses después participó en la batalla del río Palo cómo parte de un escuadrón de caballería que fue colocado en el flanco derecho patriota, participó en la decisiva carga de bayoneta que decidió la batalla y derrotó a la ofensiva española que tenía como objetivo capturar al valle del Cauca y los obligó a replegarse a Pasto permitiendo que los patriotas recuperarán a Popayán. Sin embargo, en agosto de 1815, el general Pablo Morillo y el ejército expedicionario español llegaron a la costa caribeña de la Nueva Granada y sitiaron a Cartagena de Indias mientras también desplegaban fuerzas para invadir al interior del país, forzando al gobierno de la unión transferir muchos de los batallones del ejército del sur al norte del país, lo cual debilitó al ejército en el sur.
En 1816, Obando todavía estaba en el ejército del sur en la ciudad Popayán, con la reconquista española en pleno apogeo ahora con las fuerzas españolas que penetraban desde el norte y una renovada ofensiva dirigida por el brigadier Juan de Sámano con un ejército de 2.000 hombres que salió de Pasto para tomar a Popayán. El reducido ejército del sur en Popayán, ahora bajo el mando del coronel Liborio Mejía, intentó enfrentarlos, encontrándose con las fuerzas de Sámano al oeste de Popayán cerca de la población de El Tambo, pero fueron derrotados en la Batalla de la Cuchilla de El Tambo, Obando junto con algunos oficiales lograron escapar de ser capturados y se escaramuzaron con los españoles en la batalla de La Plata en julio de 1816, pero fueron capturados.
A pesar de ser un oficial (lo que generalmente significaba una ejecución sumaria por parte de los españoles) Obando se salvó de ser fusilado por sus captores y posteriormente se vio obligado a servir en las filas del ejército español como parte del 3° Batallón de infantería Numancia que fue desplegado a Venezuela para luchar contra las fuerzas patriotas de Simón Bolívar en 1817. Cuando su batallón estaba estacionado en Mérida, Obando logró desertar su unidad y se unió a las fuerzas patriotas en los llanos de Venezuela que estaban bajo el mando de José Antonio Páez.. 

### Campaña Libertadora de 1819
A mediados de 1818 Bolívar quiso cambiar de estrategia y empezó a idear una operación militar para liberar a la Nueva Granada. Para aumentar sus debilitadas fuerzas nombró al entonces coronel Francisco de Paula Santander como comandante de la vanguardia del Ejército Libertador y lo ascendió a general de brigada con el objetivo de levantar fuerzas en la provincia de Casanare con 1.200 fusiles. Obando fue seleccionado junto con 3 otros oficiales para acompañar y ayudar a Santander en su tarea. Luego de algunos meses para febrero de 1819 Santander logró imponer su autoridad sobre los caudillos del Casanare y convirtió las antiguas guerrillas de la zona en una fuerza de cerca de 1200 hombres regulares en 2 batallones de infantería de línea y un escuadrón de caballería. Uno de estos batallones sería el batallón de infantería Primero de Línea de la Nueva Granada  con Obando como su comandante. Además de ser comandante del batallón Primero de Línea de la Nueva Granada, Obando también conformó el consejo permanente guerra establecido por el general Santander el 24 de febrero de 1819 para mantener el orden y la disciplina en las fuerzas patriotas acantonadas en el Casanare. 
Cuando aún seguían los preparativos para la campaña a finales de a marzo y comienzos de abril el coronel José María Barreiro comandante de la III división del ejército realista acantonado en altiplano cundiboyacense invadió al Casanare para destruir las fuerzas de Santander. Esta campaña sería un rotundo fracaso para los españoles quienes debido a la deserción y falta de suministros no pudieron continuar la campaña ya que Santander se retiró hacia el vasto interior de los llanos. Con la llegada de la temporada de lluvias Barreiro decidió retirarse con su ejército dejando algunos destacamentos para proteger los pasos de la cordillera oriental como el que se encontraba en la Salina de Chita quienes eran dos compañías del batallón de infantería Primero del Rey.   Obando fue ordenado por Santander a hostigar y atacar a estas fuerzas, Obando con dos compañías, una de su batallón y el otro del batallón Cazadores logró tomar la población el 23 de abril capturando a la guarnición y su material de guerra. Los prisioneros realistas fueron incorporados al ejército patriota.  Entre el material capturado fue encontrado fusiles, municiones, vivieres, y algunos uniformes entre cuales Obando encontró un dolmán de paño guarnecido de pieles que decidió donarlo al general Santander, la cual usaría Santander durante la campaña y en su entrada a Bogotá después de la victoria en el puente de Boyacá.
A finales de mayo, cuando las fuerzas de Barreiro se retiraron de nuevo al Altiplano, Santander informó a Bolívar de la favorabilidad para emprender la campaña. Bolívar aceptó y comenzó su marcha desde Venezuela a finales de mayo, llegando a Tame el 12 de junio, donde su ejército se unió al ejército de Santander, los días siguientes vería a Bolívar organizar el ejército. Mientras estaba en Tame, Santander presentó una serie de solicitudes de ascenso para sus oficiales a Bolívar, a las que se les negó algo que causó animosidad de parte de Obando hacia Bolívar.  Obando tomó parte en el Combate de Paya el 27 de junio cuando la vanguardia se encontró con una guarnición española de 300 tropas en Paya, después de unas horas de combate, los españoles se retiraron despejando el camino para el ejército patriota. 

Obando también fue uno de los oficiales que expresaron su deseo de continuar la campaña cuando Bolívar consideró cancelar la operación cuando sus soldados venezolanos estaban cerca de rebelarse por las duras condiciones de la marcha. En ese momento Obando declaró en su autobiografía que: 
Desde el alto de Moscote me apeé de mi mula, me acosté de espaldas sobre la verde yerba, y con los pies hice la cruz a los Llanos y juré no volver a ellos por mi gusto, sino amarrado. Que se retire el General Bolívar enhorabuena, que yo estoy resuelto a internarme con mi Batallón, dispersarlo en guerrillas y hacer así la guerra a los españoles. 
Bolívar cedió y continuó la campaña sintiéndose inspirado por la voluntad y valentía de sus oficiales de continuar. A principios de julio, el ejército cruzó los Andes en el Páramo de Pisba, un cruce extremadamente difícil en el que el ejército patriota perdió a muchos hombres. Entre los días 10 y 11 de julio, los patriotas que habían cruzado los Andes se enfrentaron a los realistas en Corrales y Gámeza, donde Obando sería herido cuando su batallón intentó tomar el puente de Gámeza, pero fueron rechazados por el fuego español, por sus acciones en la batalla finalmente se le dio su ascenso a coronel de infantería. 
Algunos días después Obando y el batallón primero de línea se verían en combate otra vez  el 25 de julio en la batalla del pantano Vargas, donde inicialmente se mantuvieron en la reserva, pero fueron desplegados para apoyar el asalto en el centro patriota. Obando escribiría que la victoria lograda en Vargas fue muy reñida y contribuyó a la derrota decisiva de los españoles en la Batalla de Boyacá, donde Obando y su batallón jugaron un papel decisivo en fijar la vanguardia española en el puente y, finalmente, con una carga a la bayoneta cruzaron el puente para sellar la victoria de los patriotas. Obando fue condecorado con la Cruz de Boyacá con el resto de la oficialidad y la tropa por haber participado en la campaña.
Terminada la campaña fue nombrado gobernador y comandante de armas de la Provincia de Mariquita cargo que ocupó hasta diciembre de 1819 cuando fue informado que le nombraron como gobernador y comandante de armas de la Provincia de Popayán la cual asumió el mando en enero de 1820. 

### Campañas del Sur 1820-24
Siendo gobernador de Popayán, Obando con los 300 soldados del batallón “Tiradores”, fue atacado el 24 de enero de 1820 por el ejército realista de 2.500 tropas  bajo el mando del coronel Sebastián de la Calzada que había lanzado una contraofensiva contra las fuerzas Grancolombianas acantonadas en Popayán la que llevó a la pérdida de la ciudad.  La pérdida de Popayán fue duramente criticada por El Libertador y Obando fue ordenado a Bogotá para enfrentarse a un tribunal militar por su percibida incompetencia, enfrentó también varias otras acusaciones, como no haber llevado inteligencia a través del uso de espías y haber ignorado las advertencias de los lugareños. Se enfrentó a su juicio en mayo de 1820, durante el juicio fue apoyado por el vicepresidente Santander, así como por otros oficiales quienes dieron testimonio en su defensa, lo que llevó a que el tribunal militar lo absolviera de cualquier culpa, Sin embargo, Bolívar, al recibir la noticia del resultado del juicio, se mostró en desacuerdo con el resultado. Obando regresó al sur y estuvo a cargo de la defensa del Valle del Cauca, Popayán sería recuperada unos meses después tras la victoria Grancolombiana en la Batalla de Pitayó el 16 de julio de 1820.
Obando permanecería en el sur durante los próximos años llevando a cabo operaciones contra las tropas regulares y guerrilleras realistas. Más tarde participaría en la Batalla de Bomboná el 7 de abril de 1822.

### Secretario de Defensa y Marina
Con la disolución de la Gran Colombia, y la creación de la a República de la Nueva GranadaDejó en 1830, Obando siguió en el servicio activo en con el grado de general. Dejó el servicio activo en 1832 pero continuó una ascendiente carrera en la administración pública que lo llevó a ser parte del gabinete del Presidente Francusco de Paula Santander  como su Secretario de Guerra y Marina en lo cual estuvo en el cargo desde 1833 hasta 1837 cuando terminó el mandato del general Santander.  Durante su tiempo como Secretario de Guerra y Marina enfrentó la guerra con ecuador. Además tuvo que lidiar con la conspiración por parte de algunos oficiales del ejército quienes eran partidarios de Bolívar como el general Sardá quien intentó levantar una insurrección militar contra el mandato del presidente Santander, la cual fue neutralizado y los conspiradores capturados y ejecutados  bajo los cargos de traición y rebelión. 
También se preocupó de dotar a la pequeña armada neogranadina con buques para proteger los principales puertos del país.

## Muerte y Legado
En 1837 se retiró de la actividad pública. Murió en Tocaima, Cundinamarca, el 30 de diciembre de 1849. Casado con Eulalia Almeida, tuvieron dos hijas: Carlota y Josefa.
En agradecimiento de sus servicios prestados a la República el entonces Presidente de la República, José Hilario López expidió un decreto póstumo el 5 de enero de 1850 rindiéndole honores al general fallecido y ordenó que la primera columna del Ejército Nacional llevara luto durante ocho días.
20 años después durante la presidencia de Eustorgio Salgar, el Congreso de la República decretó el 29 de abril de 1870 que un retrato del fallecido general fuera colocado en la sala de monumentos patrios y que creara un mausoleo en el Cementerio Central de Bogotá para depositar el corazón del general Obando. 

### Legado
En 1969 en su pueblo natal de Simacota, se fundó a un colegio público que lleva su nombre. También se encuentra un busto de él en la misma población. 